# 椎葉誠
椎葉 誠（しいば まこと、1981年12月16日 - ）は、日本の実業家。株式会社アローズ代表取締役、株式会社ヴィアティン三重ファミリークラブ常務取締役。一般社団法人ジャパンバレーボールリーグ理事、一般社団法人ケアeスポーツ協会理事も務める。元一般社団法人日本バレーボールリーグ機構理事。  

## 来歴
三重県桑名市出身。海星高等学校から名古屋経済大学へ進学。卒業後は専門商社へ就職し2014年に退社。
退社後、株式会社アローズを創業。高校・専門学校などの教育機関や卸売業などさまざまな企業でコンサルティング業務を行う。
2017年、三重県のバレーボールチーム・ヴィアティン三重がV.LEAGUEへの参入を決めると、同チームの広報としてスポーツ業界へも参入。同年、三重県バレーボール協会事業部国体広報委員に就任。
2018年、ヴィアティン三重バレーボールの運営母体である株式会社ヴィアティン三重ファミリークラブ取締役、チームディレクターに就任。バレーボールチームの運営責任者となる。2021年には同社常務取締役アリーナ事業部長に就任した。
2021年4月3日・4日に船橋アリーナで開催予定であった大分三好ヴァイセアドラー対ヴォレアス北海道のV・チャレンジマッチ（入れ替え戦）が大分三好関係者の新型コロナウイルス感染の影響による開催中止という発表がされた際、椎葉は代替日程が決定していない状況で三重県内の体育館を確保するため動き、結果的に5月4日・5日三重県営サンアリーナでのリモートマッチ（無観客試合）開催に至った。その間予約したものの開催に至らなかった4月29日のサオリーナでは急遽男女バレーボールチームのファン感謝イベントを開催した。
2021年4月、V.LEAGUE 2020-21シーズンにおいて優秀なチーム運営者に贈られる優秀GM賞を受賞。この賞金は後日、全額を四日市市バレーボール協会にスポーツ振興等を目的として寄付した。同年12月には日本トップリーグ連携機構よりトップリーグトロフィーが授与されている。
2022年、一般社団法人日本バレーボールリーグ機構（現：一般社団法人SVリーグ）の理事に就任。同年2月24日、自身の会社にてプロeスポーツチーム「Rox3Gaming」を設立。地元の高校生とプロ契約を締結したことを発表した。また、このシーズンより、ヴィアティン三重女子バレーボールチームがV.LEAGUEに加入している。
2023年、Rox3Gamingではオンラインゲームを利用したオンライン英会話学習をひとり親家庭・住民税非課税世帯の子どもたちを対象に無料で提供する「Rox3夢プロジェクト」の発足を発表。Rox3夢プロジェクトには株式会社ファミリーマートを始めとし複数の企業が協賛を発表した。 
2024年、一般社団法人SVリーグから分割された一般社団法人ジャパンバレーボールリーグの理事に就任した。